# 山口泰司
山口 泰司（やまぐち やすじ、1941年4月26日 - ）は、日本のインド哲学者、明治大学名誉教授。
東京生まれ。1965年早稲田大学文学部卒、同大学院人文科学研究科博士課程満期退学。明治大学文学部助教授、教授。1994-96年ケンブリッジ大学客員研究員。2012年明大を定年退任、名誉教授。

## 著書
- 『心の探求 自覚の階梯』、文化書房博文社、1990年
- 『「哲学的人間学」への七つの視角』、文化書房博文社、明治大学人文科学研究所叢書、2012年

編著
- 『近代の終焉 映像・図像・音像から見た20世紀先進諸国における時代精神の研究』、文化書房博文社、明治大学人文科学研究所叢書、2009年

### 翻訳
- アンソニー・ストー著、『精神療法と人間関係』、理想社、1982年、『人格の成熟』岩波同時代ライブラリー、1992年
- アンソニー・ストー著、『性の逸脱』、理想社、1985年(のち岩波同時代ライブラリー）
- フェアベーン著、『人格の対象関係論 人格の精神分析学的研究・上巻』、文化書房博文社、1986年
- フェアベーン著、原田千恵子共訳、『臨床的対象関係論 人格の精神分析学的研究・下巻』、文化書房博文社、1987年
- フェアベーン著、『人格の精神分析学的研究』、文化書房博文社、1992年、『人格の精神分析学』、講談社学術文庫
- チャールズ・ライクロフト著、『精神分析学辞典』、河出書房新社、1992年
- オットー・F・カーンバーグ著、監訳、『内的世界と外的現実 対象関係論の応用』、文化書房博文社、1993年
- マドゥ・バザーズ・ワング著、『ヒンドゥー教』、青土社、「シリーズ世界の宗教」、1994年
- フリチョフ・カプラ、トマス・メイタス、デーヴィッド・ステンドル・ラスト他著、『われら宇宙に帰属するもの徹底討議』、青土社、1994年
- フランシスコ・J.ヴァレーラ、ジェレミー・W.ヘイワード編著、山口菜生子共訳、『心と生命 <心の諸科学>をめぐるダライ・ラマとの対話 徹底討議』、青土社、1995年
- ダニエル・C・デネット著、『解明される意識』、青土社、1998年
- ジョン・レヒテ著、大崎博共監訳、『現代思想の50人 構造主義からポストモダンまで』、青土社、1999年
- イーディス・ジェイコブソン著、『精神病的葛藤と現実』、文化書房博文社、2000年
- ダニエル・C.デネット著、監訳 石川幹人、大崎博、久保田俊彦訳、『ダーウィンの危険な思想 生命の意味と進化』、青土社、2000年
- ディアーネ・コリンソン著、阿部文彦、北村晋共訳、『哲学思想の50人』、青土社、2002年
- オットー・F.カーンバーグ著、監訳 苅田牧夫、阿部文彦共訳、『内的世界と外的現実 対象関係論の応用』、文化書房博文社、2002年
- シュリー・オーロビンド著、『神の生命(いのち) 霊的進化の哲学 抄訳』、文化書房博文社、2009年

## 論文
- 山口泰司